# Eugen Hagel
Eugen Hagel (* 27. März 1884 in Ravensburg; † 16. Juli 1953 in Stuttgart) war ein deutscher Politiker (Volksrechtspartei).

## Leben
Hagel studierte von 1904 bis 1908 Rechtswissenschaften in Freiburg im Breisgau, Tübingen und Berlin. Er war Mitglied der katholischen Studentenverbindungen KDStV Ripuaria Freiburg im Breisgau und AV Guestfalia Tübingen im CV. 1908 legte er das erste und 1911 das zweite juristische Staatsexamen ab. Ab 1912 war er als Rechtsanwalt in Leutkirch und ab 1928 in Stuttgart tätig.
Er trat 1929 in den Landtag des freien Volksstaates Württemberg ein, dem er bis 1932 für den Wahlverband Balingen-Tuttlingen angehörte. 1932 wurde er nicht wiedergewählt, wobei er auf der Landesliste und in zahlreichen Wahlkreisen kandidierte. Erfolglos kandidierte er bei den Reichstagswahlen 1932 und im März 1933 bei. Zuletzt war er als Ministerialrat tätig.
Hagel war katholischer Konfession und seit 1914 mit Anna Maria Glatthaar, verw. Schmid, verheiratet.